# Rouletaboule
Rouletaboule est une émission de télévision jeunesse québécoise en 17 épisodes de 25 mintues diffusée du 25 juin au 8 octobre 1959 à la Télévision de Radio-Canada.

## Synopsis
Pratiquant divers métiers, Rouletaboule vit maintes aventures cocasses et se retrouve dans les situations les plus abracadabrantes.

## Fiche technique
- Scénarisation : Jean Sarrazin
- Réalisation : Pierre Castonguay, Maurice Falardeau

## Distribution
- Paul Buissonneau : Rouletaboule
- Jean Sarrazin : narrateur
- Cioni Carpi